# Francisco Morano
Francisco Morano y Moreno (Madrid, 13 de noviembre de 1876 - Barcelona, 29 de marzo de 1933) fue un actor español.

## Biografía

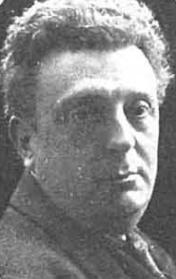
Francisco Morano

Tras estudiar en los Escolapios de Madrid, entró en una pequeña compañía, debutando sobre los escenarios con Un drama nuevo, en San Juan de Puerto Rico. En 1893, ya de regreso a España, se instala en Barcelona, incorporándose a la compañía de María Tubau, a la que seguirían algunas otras, hasta formar su propia compañía.
Durante su trayectoria profesional, compaginó la interpretación de los grandes clásicos de la Literatura española (Don Juan Tenorio, de José Zorrilla, El alcalde de Zalamea, de Pedro Calderón de la Barca) y universal (El mercader de Venecia, de Shakespeare; El avaro, de Molière) con autores contemporáneos de la época, como Jacinto Benavente, del que estrenó en 1908 la célebre Señora ama, Ibsen (Casa de muñecas, 1907), ambas junto a Carmen Cobeña, los Hermanos Álvarez Quintero (Las flores, 1901), Benito Pérez Galdós (El abuelo, 1904) o Luigi Pirandello (El placer de la honradez, 1924; Así es (si así os parece), 1925).